# Anathallis peroupavae
Anathallis peroupavae là một loài thực vật có hoa trong họ Lan. Loài này được (Hoehne & Brade) F.Barros mô tả khoa học đầu tiên năm 2003.